# SonAir
SonAir – angolska linia lotnicza z siedzibą w Luandzie. Głównym węzłem jest port lotniczy Luanda.